# Domaljevac
Domaljevac ist ein Ort im Norden von Bosnien und Herzegowina im Kanton Posavina und ist der Hauptort der Gemeinde Domaljevac-Šamac.

## Geographie
Domaljevac liegt am Südufer des Flusses Save und grenzt somit an Kroatien. Zudem liegt Domaljevac an der Verbindungsstraße zwischen den beiden Städten Orašje im Osten und Šamac im Westen.

## Geschichte
Die erste Erwähnung des Ortes Domaljevac als besiedelter Ort war im Jahr 1548. Bis 1910 wurde zwischen einem unteren und einem oberen Domaljevac unterschieden. 1926 wurde eine erste Gemeinde mit dem Namen Domaljevac gegründet. Diese setzte sich neben Domaljevac aus den naheliegenden Orten Batkuša, Bazik, Brvnik, Grebnice, Liskovac und Odmut zusammen. Während der Sozialistischen Föderativen Republik Jugoslawien gehörte Domaljevac zur Gemeinde Bosanski Šamac. Während des Bosnienkrieges wurde Domaljevac von der 104. Brigade des Hrvatsko vijeće obrane (HVO; kroatisch für kroatischer Verteidigungsrat) verteidigt. Als im Zuge des Abkommens von Dayton das Staatsgebiet von Bosnien und Herzegowina neu gegliedert wurde, folgte 1998 die Gemeinde Domaljevac-Šamac als Neugründung. Seither dient Domaljevac als Hauptort und Sitz der Gemeindeverwaltung.
Mitte Mai 2014 war Domaljevac aufgrund des Balkantiefs Yvette von erheblichen Überschwemmungen betroffen.

## Bevölkerung
Gemäß Volkszählung von 2013 leben in Domaljevac 3.691 Einwohner. Vor dem Bosnienkrieg 1991 betrug die Bevölkerungszahl 4.125. Die Mehrheit der Bevölkerung sind Kroaten und gehört der römisch-katholischen Kirche an.

## Kultur
Jährlich wird am 26. Juli die Schutzpatronin heilige Anna (kroatisch sveta Ana) gefeiert. Neben der römisch-katholischen Messe gibt es ein Straßenfest in Form von Fahrgeschäften und Marktständen.
Seit 1998 werden in diesem Zusammenhang die Tage der Gemeinde Domaljevac-Šamac (kroatisch dani općine Domaljevac-Šamac) gefeiert, wobei auf dem gesamten Gemeindegebiet zahlreiche kulturelle und sportliche Veranstaltung angeboten werden.